# Cantone di Huamboya
Il cantone di Huamboya è un cantone dell'Ecuador che si trova nella provincia di Morona-Santiago.
Il capoluogo del cantone è Huamboya.